# Wladimir Romanowitsch Solowjow
Wladimir Romanowitsch Solowjow (russisch Владимир Романович Соловьёв; * 8.jul. / 21. September 1909greg. in Sankt Petersburg; † 10. Juli 1968 in Moskau) war ein sowjetischer Theater- und Film-Schauspieler, Theaterregisseur und Synchronsprecher.

## Leben und Leistungen
Solowjow besuchte zunächst ab 1923 eine Schule für technische Berufe und arbeitete in einer Schlosserei. 1927 begann er beim Theater des Leninschen Komsomol (Lenkom-Theater) als Darsteller und Regisseur zu wirken und blieb diesem Haus bis zu seinem Tod verbunden. 1931 schloss Solowjow die Schauspielschule des Moskauer Theaters der Jungarbeiter ab. Im selben Jahr spielte er in einer Inszenierung von Fjodor Fjodorowitsch Knorres Тревога (Trewoga, 1931) und war zugleich Mitglied des Produktionsteams.
Sein Filmdebüt gab Solowjow 1936 in Wera Strojewas Поколение победителей (Pokolenije pobeditelei). Es folgte der Historienfilm Победа (Pobeda = Der Sieg, 1938), in dem er erstmals eine Hauptrolle verkörperte. Weitere gab der dunkelhaarige Darsteller 1944 in Дни и ночи (Dni i notschi; Tage und Nächte) und 1957 in Leningrader Sinfonie. 1939 war er in В поисках радости, der Verfilmung eines Romans von Fjodor Panfjorow, zu sehen. In seiner Laufbahn porträtierte Solowjow auch viermal das sowjetische Staatsoberhaupt Michail Kalinin, zunächst 1949 in Die Welt soll blühen und Die Stalingrader Schlacht  – Teil 2 und anschließend in Feindlicher Wirbelwind (1953) und Ровесник века (Rowesnik weka, 1960). Mit Сказка (Skaska = Märchen, 1963) und Три вакансии для светил (Tri wakansii dlja swetil, 1965) war er auch an zwei Bühnenaufzeichnungen beteiligt.
Bekanntheit erlangte Solowjow außerdem als Synchronsprecher. Er war an den russischsprachigen Fassungen von über 40 Filmen aus den Unionsrepubliken sowie dem Ausland beteiligt. Darüber hinaus lieh er einer Figur im Animationsfilm Пересолил (Peressolil) nach einer Erzählung Anton Tschechows seine Stimme.
Solowjow starb 58-jährig in Moskau und wurde auf dem Wagankowoer Friedhof, Abschnitt 15, Nr. 19, beigesetzt.

## Ehrungen
Er war Träger folgender Titel und Auszeichnungen:
- Verdienter Künstler der RSFSR (1943)
- Verdienter Künstler der Usbekischen SSR (1943)
- Ehrenzeichen der Sowjetunion (1947)
- Orden des Roten Banners der Arbeit (1948)
- Stalinpreis (1950) für Константин Заслонов (Konstantin Saslonow)
- Volkskünstler der RSFSR (1965)

## Filmografie (Auswahl)

### Darsteller
- 1939: Lenin 1918 (Lenin w 1918 godu)
- 1946: Der Schwur (Pitsi)
- 1949: Die Welt soll blühen (Mitschurin)
- 1949: Die Stalingrader Schlacht  – Teil 2 (Stalingradskaja bitwa 2)
- 1949: Константин Заслонов (Konstantin Saslonow)
- 1950: In geheimer Mission (Sekretnaja missija)
- 1950: Sie haben eine Heimat (U nich est Rodina)
- 1950: Fern von Moskau (Daleko ot Moskwy)
- 1953: Segel im Sturm (Admiral Uschakow)
- 1953: Feindlicher Wirbelwind (Wichri wraschdebnyje)
- 1953: Skanderbeg – Ritter der Berge (Weliki woin Albanii Skanderberg)
- 1956: Ilja Muromez
- 1957: Ein ungewöhnlicher Sommer (Neobyknowennoje leto)
- 1957: Frühe Freuden (Perwyje radosti)
- 1957: Leningrader Sinfonie (Leningradskaja simfonija)
- 1958: Die Hauptmannstochter (Kapitanskaja dotschka)
- 1960: Normandie – Njemen (Normadnija – Neman)
- 1960: Dreißig Jahre und ein Tag (Rowesnik weka)
- 1962: Menschen und Tiere (Ljudi i sweri)
- 1965: Deckname Arsenij (Towarischtsch Arseni)

### Synchronsprecher
- 1952: Für zwei Groschen Hoffnung (Due soldi di speranza) – für Luigi Astarita
- 1953: Die Entführung (Únos)
- 1953: Tag des Zorns (A harag napja)
- 1954: Es geschah im Nürnberg-Expreß (Expres z Norimberka) – für Jaroslav Marvan
- 1954: Der große September (Septembrizi) – für Christo Dinew
- 1954: Ernst Thälmann – Sohn seiner Klasse – für Karl Weber
- 1954: Rot und Schwarz – für Antoine Balpêtré
- 1954: Kopf hoch (Fel a fejjel) – für Samu Balázs
- 1955: Die Geflüchteten (Les Evades)
- 1955: Jan Žižka – für Gustav Hilmar
- 1955: Musik vom Mars (Hudba z Marsu) – für Jaroslav Marvan
- 1955: Nacht über Budapest (Különös ismertetöjel) – für István Somló
- 1956: Genesung – für Eduard von Winterstein
- 1956: Der Meineidbauer – für Carl Wery
- 1957: Betrogen bis zum jüngsten Tag – für Walther Suessenguth
- 1958: Straße der Leidenschaft (La strada lunga un anno) – für Milivoje Zivanovic
- 1958: Die Abenteuer des kleinen Rémi (Sans famille) – für Gino Cervi
- 1958: Schmuggler (Csempészek) – für László Bánhidi
- 1958: Die Elenden (Les Misérables)
- 1958: Der Prozeß wird vertagt – für Gerhard Bienert
- 1958: Die großen Familien (Les grandes familles) – für Jean Gabin
- 1958: Tana – für Pjetër Gjoka
- 1959: Der Kommandeur der Abteilung (Komandirt na otrjada) – für Iwan Dimow
- 1959: König des Böhmerwaldes (Král Šumavy) – für Jaroslav Marvan
- 1959: Baltische Rosen (Šķēps un roze) – für Luijs Smits
- 1959: Wiesenstraße Nr. 10 (Rue des Prairies)
- 1960: Der Fall des jungen Noszty (A Noszty fiú esete Tóth Marival)
- 1963: Wenn der Kater kommt (Až přijde kocour) – für Jan Werich